# Pronto Copec
Pronto Copec, cotidianamente llamado simplemente Pronto, es uno de los servicios de Copec S.A., que funciona como una tienda de conveniencia. Actualmente tiene 141 locales.
Pronto ofrece productos para los viajeros, además de contar con baños. También cuentan con hot dogs, cafés, hamburguesas y pizzas, además de tener comidas saludables también.

## Historia
El primer Pronto Copec fue inaugurado en Nos en 1990.Después, en 1997, Copec y la empresa española Areas formaron la filial ArcoPrime para optimizar la administración de la red Pronto.
En la IX versión de Marcas Ciudadanas, Pronto Copec se posicionó en el primer lugar en la categoría de tiendas de conveniencia.Esto pasó también en la X versión, XI versión, XII versión, XIII versión y XIV versión. También ha ganado en su categoría en los Premios Procalidad tres veces consecutivas.